# Estado de Bar el Gazal Occidental
Bar el Gazal Occidental (en inglés: Western Bahr el Ghazal, en árabe: غرب بحر الغزال‎, Garb Bahr al-Gazal) es uno de los diez estados que forman Sudán del Sur. Localizado en la antigua región del Bar el Gazal, ocupa un área de 93.900 km² y tiene una población estimada de 220.000 habitantes (2007). Wau es la capital del estado. Limita con la República de Sudán y el estado de Bar el Gazal del Norte al norte, Ecuatoria Occidental al sur, Warab al este y con la República Centroafricana al oeste.
Los principales grupos étnicos son dinka balanda, luo (jur), ndogo, kresh y bai.
Posee una importante red de vías, pero ninguna de ellas está pavimentada, la A43 es la principal, ya que la comunica con la capital del país, Yuba. Entre otras de las carreteras se encuentran la A44 que atraviesa el Parque Nacional del Sur, la B38 que comunica con Warab y la B41 que llega justo hasta el límite con Darfur del Sur. En Wau hay un aeropuerto con pista de tierra.
Cuenta con un centro de educación superior, la Universidad de Bahr al-Gazal, ubicada en Wau.

## Geografía
El estado se encuentra ubicado sobre una planicie entre los 500 y 700 m s. n. m. Hay cuatro ríos importantes en la zona, el Jur, Pongo, Lol y el al-Arab, todos afluentes del Nilo Blanco.

## Condados
- Río Jur
- Raga
- Wau

### Localidades
- Acongeong

- Datos: Q332095